# Susan Butcher
Susan Howlet Butcher (26 de diciembre de 1954-5 de agosto de 2006) fue una musher o guía de trineo de perros estadounidense, notable como la segunda mujer en ganar la Iditarod Trail Sled Dog Race en 1986, la segunda ganadora en cuatro ocasiones en 1990 y la primera en ganar cuatro de cada cinco años consecutivos. Butcher es conmemorada en Alaska por el Susan Butcher Day.

## Vida y carrera
Susan Butcher nació en Cambridge (Massachusetts), siendo una amante de los perros y el aire libre. Completó la escuela secundaria en Warehouse Cooperative School, luego estudió en la Universidad Estatal de Colorado y finalmente se convirtió en técnica veterinaria.
Para perseguir su amor por las carreras de trineos tirados por perros y la cría de huskies, se mudó al área de las Montañas Wrangell en Alaska. Allí Butcher comenzó a entrenar para competir en la Iditarod Trail Sled Dog Race, una agotadora carrera de 1.112 a 1.131 millas en condiciones de ventisca ártica en el desierto de Alaska, que prueba la resistencia de perros y mushers en el transcurso de una o dos semanas. Pasó dos años trabajando para el fundador de Iditarod Joe Redington a cambio de perros para formar su equipo. En 1979, ella y Redington, junto con Ray Genet y otros dos, hicieron el primer ascenso en trineo tirado por perros del Monte Denali.
Después de tomar parte en varios Iditarods, Butcher se vio obligada a retirarse a principios de 1985 cuando dos de sus perros fueron asesinados por un alce enloquecido y a pesar de los intentos de Butcher por alejar al animal, los otros trece perros resultaron heridos. Libby Riddles, relativamente nueva, se enfrentó una tormenta de nieve y se convirtió en la primera mujer en ganar el Iditarod ese año.
Butcher más experimentada ganó la siguiente carrera en 1986, y luego ganó nuevamente en 1987, 1988 y 1990. Así se unió a otros ganadores de cuatro carreras, Martin Buser, Jeff King, Lance Mackey y Doug Swingley, Dallas Seavey y Rick Swenson, quienes ganaron cinco.
Butcher se casó con el compañero musher David Monson el 2 de septiembre de 1985. Tuvieron dos hijas, Tekla y Chisana.
Mantuvo el récord de velocidad de Iditarod desde 1986 hasta 1992, rompiendo sus propios récords en 1987 y 1990. Sus otros récords de velocidad incluyen Norton Sound 250, Kobuk 220, Kuskokwim 300 y John Beargrease Sled Dog Marathon. Se retiró de la competición en 1995.
Sus logros ganaron la atención de los medios a finales de la década de 1980 y ganó muchos premios, incluido el "Premio al Atleta Amateur del Año de la Fundación Nacional de Deportes Femeninos" y el "Atleta Tanqueray del Año". También ganó el "Premio Victor de los Estados Unidos" por "Atleta femenina del año" dos años consecutivos. En 2007, Susan fue incluida en el Salón de la Fama de los Deportes de Alaska como uno de los cinco miembros fundadores de la clase inaugural.

## Enfermedad y legado
El 2 de diciembre de 2005, a Butcher le diagnosticaron leucemia mieloide aguda, que se manifestó como un trastorno sanguíneo tres años antes. Se sometió a quimioterapia en la Universidad de Washington y recibió un trasplante de médula ósea el 17 de mayo de 2006, después de que el cáncer remitiera. Según su esposo, David Monson, "alguien dijo que esta podría ser una enfermedad difícil, pero esta leucemia aún no conoce a Susan Butcher".
Butcher murió el 5 de agosto de 2006, después de combatir la enfermedad de injerto contra huésped y enterarse de que el cáncer había regresado.
El 1 de marzo de 2008, Susan Butcher fue honrada por el Estado de Alaska justo antes del inicio de Iditarod 2008, la gobernadora Sarah Palin firmó un proyecto de ley que establece el primer sábado de cada mes de marzo como el Día de Susan Butcher. El día coincide con el inicio tradicional de Iditarod cada año y brinda la oportunidad para que las personas "recuerden la vida de Susan Butcher, una inspiración para los habitantes de Alaska y para millones de personas en todo el mundo".